# طرخشقون أليف الجبال العالية
طرخشقون أليف الجبال العالية (الاسم العلمي:Taraxacum alpicola) هو نوع من النباتات يتبع جنس الطرخشقون من الفصيلة النجمية.